# مارك ريتشاردسون (ممثل)
مارك ريتشاردسون جونيور (بالإنجليزية: Marque Richardson Jr.)‏ (من مواليد 23 أكتوبر 1985) هو ممثل أمريكي.

## النشأة
ولد ريتشاردسون في سان دييغو، كاليفورنيا في الولايات المتحدة، في مستشفى بحري. خدم كلا الوالدين في البحرية الأمريكية. ينحدر والده من ديترويت بولاية ميشيغان في الولايات المتحدة، ووالدته من نيوبورت نيوز، فيرجينيا في الولايات المتحدة، وهو أكبر شقيقين، بدأ حياته المهنية في التمثيل في الإعلانات التجارية في سن الرابعة. بعد أن كان يتنقل كثيرًا، نشأ في المقام الأول في بيلفلاور، كاليفورنيا في الولايات المتحدة.
كان ريتشاردسون باحثًا رياضيًا في مدرسة مايفير الثانوية في ليكوود، كاليفورنيا. في عام 2007، تخرج من جامعة جنوب كاليفورنيا وحصل على درجات علمية في الأعمال والسياسة العامة والتخطيط والإدارة بمنحة دراسية كاملة من مؤسسة بيل وميليندا جيتس.